# Río Kara Su
El río Karasu o Kara Su (en turco: Karasu, que significa «agua negra») es un largo río de Turquía, una de las dos fuentes —con el río Murat—, que con su confluencia dan lugar al nacimiento del río Éufrates. Tiene una longitud de 450 km, aunque si se considera como el curso superior del río Éufrates, se llega a los 2739 km (y el sistema Éufrates–Shatt al-Arab, hasta los 2939 km, convirtiéndose en uno de los 30 ríos más largos del mundo y de los 15 más largos de Asia).
El ramal del Karasu es considerado como el verdadero Éufrates, a pesar de no ser la rama de más longitud, honor que le corresponde al río Murat, siendo así que el sistema fluvial Murat–Éufrates–Shatt al-Arab llega a los 3219 km (720+2289+200 km, que lo sitúan entre los 25 más largos del mundo y los 10 de Asia).

## Geografía
El río Karasu nace en los montes Kargapazari (en turco, Kargapazari Daǧlari, «montes del mercado de cuervos») en los flancos del Dumlu Daǧ (3169 m s. n. m.), a {{unidad|35 kilómetros al norte de la ciudad de Erzurum (338 073 hab. en 2007), capital de la homónima provincia de Erzurum. Se dirige el río en dirección suroeste, llegando pronto al valle de la ciudad de Erzurum. A partir de aquí vira hacia el oeste y pasa por la pequeña localidad de Ilica y después recibe por la derecha al primero de sus afluentes, el río Serçeme (Serçeme Çayı o Serçeme Deresi, también llamado Baş Çayı). Sigue luego por la pequeña localidad de Askale y sale de la provincia de Erzurum para adentrarse en la provincia de Erzincan. 
Realiza un pequeño bucle en dirección sur, un tramo en el que recibe por la margen izquierda al río Tuzla (Tuzla Çayı o «río salado»), pasando al poco por la pequeña ciudad de Mercan y llegando luego a la frontera interprovincial Ercincan-Tunceli, donde el río vira al oeste. Luego el río marcara durante unos 35 km dicha frontera, volviendo de nuevo a la provincia de Erzincan. Llega luego a la capital de la provincia, la ciudad de Erzincan (90 100 hab. en 2009). Recibe por la derecha al río Gönye (Gönye Çayı) y continúa hacia el oeste y tras pasar por la pequeña ciudad de Kemah (4000 hab.), llega al límite oeste de la provincia, donde se vuelve hacia el sureste. Pasa por la ciudad de Kemaliye (2036 hab. en 2008) y recibe por la margen derecha al río Çaltı (Çaltı Çayı o Çaltı Suyu Çayı)
Enseguida llega a la cola del embalse de la gran presa de Keban, un lago artificial de 675 km² (el cuarto lago del país, tras el lago Van, el lago Tuz y el embalse creado por la presa de Atatürk). Sigue el Karasu por el fondo de un estrecho valle y pronto llega de nuevo otro tramo (de unos 35 km) en que el río será límite provincial: primero entre la provincia de Erzincan, al oeste y la provincia de Tunceli, al este; y después, entre la provincia de Elazığ, al oeste, y también la Tunceli, al este. Justo antes de la confluencia con el valle del Murat Nehri, también anegado, recibe por la derecha al río Arapgir Çayı (donde está el conocido puente romano de Karamaga).
En el embalse confluyen varios ríos, pero los más importantes son el Karasu y el Murat Nehri, cuya confluencia da lugar al nacimiento formal del río Éufrates. La presa, construida entre los años 1966 y 1974, tiene una altura de 207 m y está en la provincia de Elazığ.
El Karasu era llamado Telebóas (en griego antiguo: Τηλεβόας), que significa «donde los gritos [o los ruidos] se oyen a los lejos» (de tele-, «lejos» y de boao, «lloro»).